# Тучков, Павел Алексеевич (1776)
Па́вел Алексе́евич Тучко́в (8 (19) октября 1770 / 8 (19) октября 1773 / 8 (19) октября 1775—24 января (5 февраля) 1858) — видный российский военачальник и государственный деятель. Генерал-майор русской императорской армии, герой Отечественной войны 1812 года. Сенатор, член Государственного совета, действительный тайный советник.

## Биография
Происходил из дворянского рода Тучковых. Его братьями были Николай, Алексей, Сергей, Александр Тучковы.
Образование получил домашнее. 18 (29) декабря 1785 зачислен в Бомбардирский полк в звании сержанта. 28 сентября (9 октября) 1787 произведён в прапорщики с зачислением адъютантом в штаб собственного отца, инженер-ген.-поручика А. В. Тучкова, который был командующим всеми крепостями на русско-шведской границе. 24 мая (4 июня) 1788 назначен штык—юнкером артиллерии в том же штабе. 30 мая (10 июня) 1790 назначен флигель—адъютантом в ранге капитана при ген.-поручике инженерного корпуса. 24 июля (4 августа) 1791 произведён капитаном и поступил на действительную военную службу с переводом во 2-й бомбардирский батальон. 
11 (22) января 1797 произведён майором. 23 января (3 февраля) 1797 переведён в артиллерийский батальон ген.-л. И. Ф. фон Мертенса. 17 (28) ноября 1797 — подполковником. 27 ноября (8 декабря) 1798 — полковником, с переводом в лейб-гвардии Артиллерийский батальон. 8 (20) октября 1800 произведён в генерал-майоры и назначен шефом 1-го артиллерийского полка; 27 августа (8 сентября) 1801 назначен шефом 1-го артиллерийского батальона; 18 (30) июня 1803 стал шефом 9-го артиллерийского полка.
По прошению, 6 (18) ноября 1803 уволен в отставку, с мундиром. Был в отставке до марта 1807 по семейным обстоятельствам. Вернулся на действительную службу во время Русско-прусско-французской войны 1806—1807. По прошению, 11 (23) марта 1807 принят на службу и назначен шефом Вильманстрандского мушкетёрского полка и командиром 1-й бригады 17-й пехотной дивизии (формировалась в Твери, прибыла в Юрбург накануне заключения мира, в боевых действиях не участвовала). С июня по декабрь 1807 в лагере при Витебске.
Участвовал в Русско-шведской войне 1808—1809 годов: 9 (21) февраля 1808 перешел границу, командовал отдельным отрядом прикрытия, во главе которого 12 февраля захватил укреплённую позицию неприятеля у финской деревни Кускосе, затем с войсками преследовал неприятеля до Тавастгуса, 24.02. занял его, 3.03. атаковал и отбросил шведов от Куопио, 09.03. занял Экенес и Гангут, затем командовал обороной Финского залива от Гельсингфорса до Або, зачистил Камито-Стремский пролив, обеспечив тем самым успешный проход через него русской флотилии, 09.07. участвовал в сражении со шведской флотилией и взятии батарей на острове Сандо и Чимиту, взяв в плен на последнем шведский десант; в октябре послан с бригадой на усиление отряда гр. Н. М. Каменского и, соединясь с ним при Якобстаде, прелследовал противника до Улеаборга. В кампанию 1809 участвовал 02-08.03. в экспедиции на Аландские острова (Aland).
После окончания войны бригада Тучкова вплоть до конца 1811 года занималась возведением Динабургской крепости. В начале 1812 года она стала частью 2-го пехотного корпуса. 1 (13) июля 1812 назначен командиром 2-й бригады 17-й пехотной дивизии (Белозерский и Вильманстрандский полки).

### Начало войны 1812 года и плен
С началом Отечественной войны войска под командованием Тучкова обороняли мост через реку Вилию у местечка Оржишки. Он также руководил уничтожением провианта в Колтынянах и прикрытием отступления армии из Дрисского лагеря. Во время Смоленского сражения Тучков командовал арьергардом русских войск.
7 августа отряд Тучкова перекрыл Московскую дорогу в районе Лубина, что обеспечило возможность выхода на неё корпусов 1-й Западной армии. Во время мощной французской атаки, произошедшей около 10 часов вечера, Тучков лично возглавил штыковую контратаку Екатеринославского гренадерского полка. Когда под ним погиб боевой конь, он с ружьём встал пешим в ряды головного взвода. В последовавшем рукопашном бою получил ранение штыком в бок и несколько сабельных ран в голову, был взят в плен французами и препровождён к Мюрату, который отправил его в Смоленск, где в то время находилась главная квартира Наполеона. 
Утром следующего дня Тучкова посетил главный хирург французской армии Ларрей, который лично осмотрел и перевязал его раны. На третий день Тучкова посетил генерал Орлов, присланный парламентёром от главнокомандующего. На пятый или шестой день Тучкова пригласил к себе Наполеон I, занимавший дом смоленского военного губернатора. После продолжительной беседы Наполеон попросил Тучкова написать своему брату Николаю, командовавшему 3-м пехотным корпусом в 1-й армии Барклая. В письме Наполеон просил оговорить, что желает мира и готов начать переговоры с Александром I. Это письмо в итоге было написано и дошло до Санкт-Петербурга, но никакого ответа на него не последовало. Тучков же был отправлен во Францию в качестве почётного военнопленного, где оставался до своего освобождения весной 1814 года. 

### Снова на службе

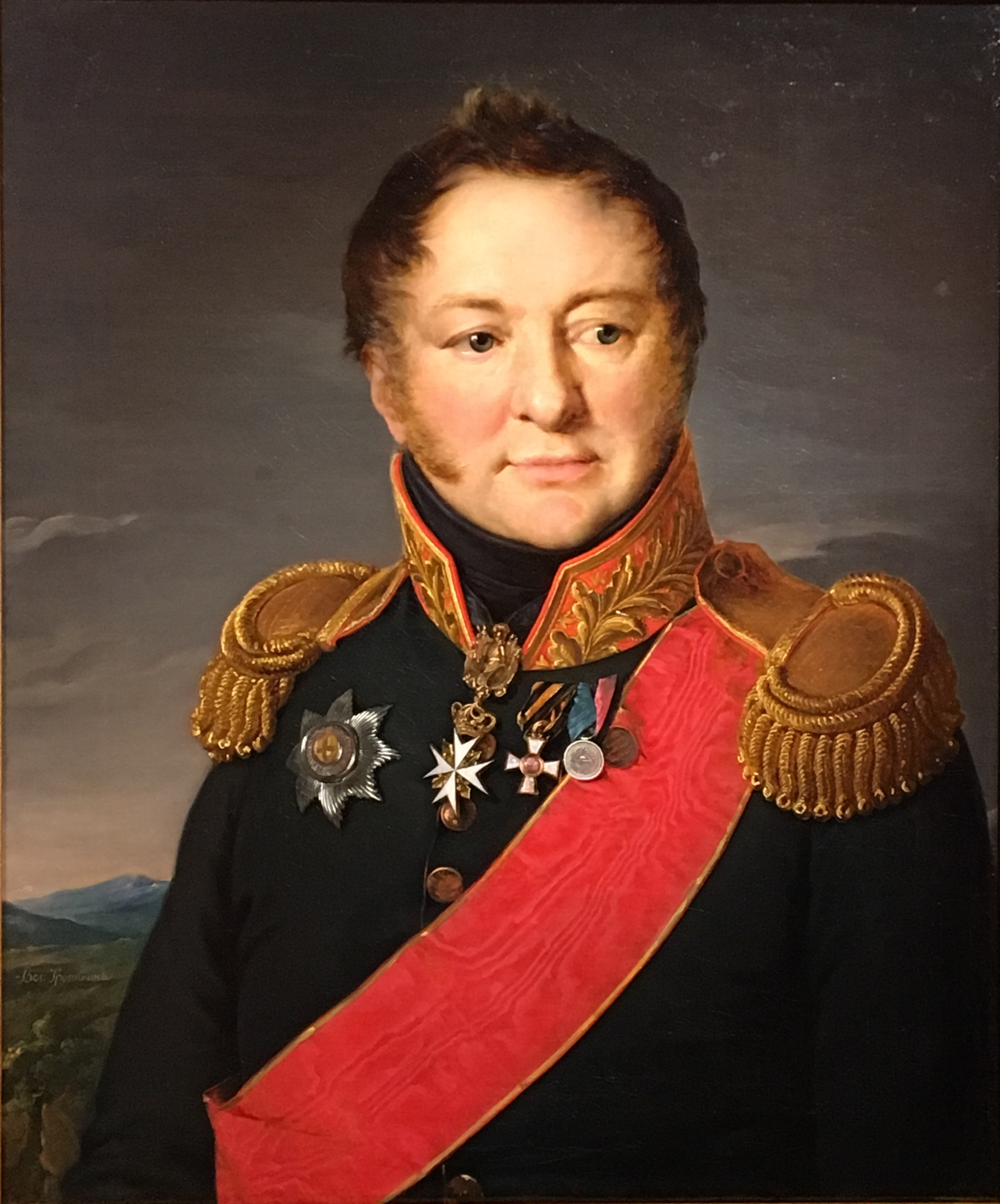
На портрете работы В. А. Тропинина (1820)

Во Франции жил сначала в Меце, затем в Суасоне и Рене, откуда, по вступлении русских войск в Париж, явился к императору Александру I. 30 апреля (12 мая) 1814 определён состоять ген.-майором по армии; 2 (14) мая 1814 уволен в отпуск на 6 мес. В 1815 участвовал в походе во Францию до Шато-Тьери, откуда вернулся в Россию; 4 (16) декабря 1815 назначен начальником 8-й пехотной дивизии; 9 (21) февраля 1819 уволен с военной службы по состоянию здоровья, с правом ношения мундира.
В 1826 году Император Николай I вновь призвал его на службу, но теперь уже гражданскую: 22 сентября (4 октября) 1826 назначен почётным опекуном в московском присутствии Опекунского совета; 9 (21) октября 1826 пожалован в тайные советники; 21 марта (2 апреля) 1827 назначен членом Совета училищ ордена Св. Екатерины и Александровского в Москве; 5 (17) октября 1828 назначен членом строительной комиссии при Воспитательном доме в Москве. С 12 (24) ноября 1828 назначен присутствовать в Сенате. С 10 (22) февраля 1829 — управляющий Московской сохранной казной и дополнительно, с 26 февраля — управляющим Шереметьевским инвалидным домом. В 1831 главноначальствующий одной из частей Москвы во время эпидемии холеры. 28 января (9 февраля) 1832 назначен исправляющим должность первоприсутствующего во 2-м отделении 6-го департамента Сената, утверждён в должности 23 декабря 1837 (4 января 1838).
6 (18) декабря 1838 назначен членом Государственного Совета. 19 (31) декабря 1838 переведён почётным опекуном в с.-петербургское присутствие Опекунского совета. 1 (13) января 1839 назначен в Департамент гражданских и духовных дел Государственного совета. 24 января (5 февраля) 1839 назначено 15 000 руб. в год на наём дома и 15 000 руб. на переезд и обзаведение в С.-Петербурге. 27 января (8 февраля) 1839 назначен в Департамент государственной экономии Государственного совета и председателем Комиссии для принятия прошений, на высочайшее имя приносимых, состоял председателем той комиссии до 1 (13) января 1858. 19 февраля (3 марта) 1839 назначен членом советов Императорского Воспитательного общества благородных девиц и Училища орд. св. Екатерины в С.-Петербурге, с оставлением в занимаемых должностях. Пожалован действительным тайным советником 6 (18) декабря 1840. 1 (13) января 1845 назначен членом Главного совета женских учебных заведений,  а 28 октября (9 ноября) 1846 — членом Особого комитета для рассмотрения устройства соляной части в России.
По прошению, 1 (13) января 1858 уволен от должности председателя Комиссии для принятия прошений, в связи с расстроенным здоровьем, с оставлением членом Государственного совета и Главного совета женских учебных заведений. В том же месяце скончался. Погребён 26 января (7 февраля) 1858 на Лазаревском кладбище Александро-Невской лавры в Санкт-Петербурге.14 (26) февраля 1858 его вдове назначена пожизненная пенсия 5000 руб. серебром в год. 
Кроме военной службы и государственной деятельности состоял членом общественных организаций. C 1821 — действительный член, с 5 февраля 1823 — член совета Московского общества сельского хозяйства. С 20 февраля (3 марта) 1844 по 20 февраля (4 марта) 1845 — старшина С.-Петербургского английского собрания.

## Награды и почётные звания
- Орден Святой Анны 3-й ст. (15.05.1798);
- Орден Святого Иоанна Иерусалимского, почётный командор (03.08.1800);
- Орден Святой Анны 1-й ст. (10.04.1808) за отличие при Кускоски;
- Высочайшее благоволение (1808) за отличие на о. Санда;
- Серебряная медаль «В память Отечественной войны 1812 года» (?)[17]
- Бронзовая дворянская медаль «В память Отечественной войны 1812 года» (?)[18]
- Высочайшее благоволение (1818) за смотр дивизии;
- Орден Святого Георгия 4-го кл. (15.02.1819) за выслугу 25 лет в офицерских чинах;
- Знак отличия беспорочной службы за «XXX» лет (22.08.1830);
- Императорская корона к ордену Святой Анны 1-й ст. (21.04.1831) за труды по прекращению эпидемии холеры в Москве;
- Орден Святого Владимира 2-й ст. (07.11.1831);
- Орден Белого орла (18.01.1834);
- Знак отличия беспорочной службы за «XXXV» лет (22.08.1834);
- Пожалование дочери Елены во фрейлины Высочайшего двора (1837);
- Орден Святого Александра Невского (02.04.1838);
- Совершенная признательность и благоволение Е. И. В. (04.04.1840);
- Искренняя признательность и благоволение Е. И. В. (25.03.1841) за труды в Комиссии прошений;
- Знак отличия беспорочной службы за «XL» лет (22.08.1841);
- Искренняя признательность и благоволение Е. И. В. (20.04.1842) за труды в Комиссии прошений;
- Алмазные знаки к ордену Святого Александра Невского (21.04.1842);
- Искренняя признательность и благоволение Е. И. В. (08.04.1843) за труды в Комиссии прошений;
- Пожалование дочери Марии во фрейлины Высочайшего двора и вмененной аренды 2000 руб. серебром в год (1843);
- Совершенная признательность и благоволение Е. И. В. (08.02.1844) за труды в Комиссии прошений;
- Орден Святого Владимира 1-й ст. (13.04.1845);
- Знак отличия беспорочной службы за «XLV» лет (22.08.1845);
- Именной высочайший рекрипт с признательностью и удовлетворением за исполнение различных обязанностей по благотворительным заведениям в отсутствие принца П. Г. Ольденбургского (25.06.1846);
- Табакерка с портретом Е. И. В., украшенная алмазами (01.07.1848), за труды по с.-петербургскому присутствию Опекунского совета;
- Пожалование дочери Александры во фрейлины Высочайшего двора (1849);
- Орден Святого апостола Андрея Первозванного (23.04.1851);
- Монаршая признательность и совершенное благоволение (01.07.1852) за труды по женским учебным заведениям, и монаршая признательность и особенное благоволение за труды по Воспитательному дому в С.-Петербурге;
- Особенное монаршее благоволение (30.12.1852) за труды по пересмотру годовых смет министерств и главных управлений в Департамете государственной экономии;
- Алмазные знаки к ордену Святого апостола Андрея Первозванного (26.08.1856);
- Бронзовая медаль «В память войны 1853—1856» (26.08.1856);
- Именной высочайший рескрипт с искренней благодарностью и признательностью за многолетние труды по должности председетеля Комиссии прошений (01.01.1858).

## Семья
Жена (с 1817 года) — Александра Петровна Неклюдова (12.07.1792—24.06.1869), дочь обер-прокурора П. В. Неклюдова. Похоронена рядом с мужем. В браке имели детей:
- Елена Павловна Михайлова (11.05.1818[19]—14.07.1898[18]), фрейлина двора (15.12.1837), была замужем за вдовцом[20], действительным статским советником (26.08.1856) Иваном Андреевичем Михайловым (31.03.1799[21]—17.03.1870[18]), служившим директором Московской сберегательной кассы. Похоронена в Александро-Невской лавре, муж похоронен в Москве.
- Елизавета (01.10.1819[22]—11.12.1849[23]). Умерла от чахотки. Похоронена в Александро-Невской лавре рядом с родителями.
- Мария (25.03.1821[24]—11.04.1858[25]), фрейлина двора (05.12.1843), по словам современника, была «одним из самых возвышенных и чистых существ»[26]. В молодости с ней произошёл несчастный случай. Во время верховой прогулке её лошадь понесла и протащила хозяйку запутавшуюся у седла по дороге. От полученных ушибов Тучкова так и не смогла оправиться. У нее развилась болезнь позвоночника, она часто болела и постоянно лечилась. Умерла от воспаления в груди, похоронена рядом с родителями.
- Александр (16.05.1825—28.12.1900), действительный статский советник, директор Московского комитета общества попечительства о тюрьмах, предводитель дворянства Новоладожского уезда С.-Петербургской губернии. Похоронен в с. Крымское, Рузского уезда[27]. Жена (с 15.01.1854)[28] — Софья Аполлоновна Веригина (1833—20.11.1893), дочь оставного гвардии подпоручика.
- Варвара (22.10.1827—13.09.1828). Похоронена в с. Крымское, Рузского уезда[27].
- Александра Павловна Новосильцова (8.05.1830—1919), фрейлина двора (20.04.1849), с 25.10.1859[29] была замужем за надворным, а впоследствии действительным статским советником (30.08.1868) Василием Васильевичем Новосильцовым (26.11.1824[30]—28.12.1878[18]), служившего по ведомству М-ва государственных имуществ в должности управляющего имениями заграничных монастырей в Бессарабии, кавалера орд. Св. Станислава 1-й ст. (27.03.1877).

Его племянник и полный тёзка Павел Алексеевич Тучков (1803—1864) был генералом от инфантерии, московским генерал-губернатором.